# 羽黒神社 (珠洲市)
羽黒神社（はぐろじんじゃ）は、石川県珠洲市にある神社で、正院町小路八丁全域の産土神（うぶすなのかみ）、十の神社（小路、岡田、乙谷出、新保口、平床、細屋、内方、森腰、粟津、熊谷）の総社である。

## 祭神

### 主祭神
- 倉稲魂命（うかのみたまのみこと）

### 合祀祭神
- 菊理姫命（くくりひめのみこと）
- 伊弉諾命（いざなぎのみこと）
- 伊弉冊命（いざなみのみこと）

## 由緒
古くから「羽黒宮（はぐろのみや）」「伊氐波宮（いではのみや）羽黒大権現」と呼ばれ、崇敬されていた。文政社号帳に「羽黒社小路村鎮座産神、祭神倉稲魂命」との記載がある。文明年間、出羽国羽黒山出羽神社（山形県東田川郡羽黒町）より勧請し、鎮座地は羽黒山（はぐろやま）と呼ばれた。元禄16年（1703年）に社殿は再興され、小路村の産土神と定められる。延享5年（1748年）に石造社殿を造営。羽黒山が村内と遠く離れていたため、弘化4年（1847年）、現在地に遷座、同村丸山鎮座の白山神社を合併・合祀し、「羽黒神社（はぐろじんじゃ）」と改称された。
- 明治5年（1872年）- 村社に指定
- 大正10年（1921年）- 神饌幣帛料供進神社に指定
- 平成14年（2002年） - 神社本庁より第11期 神社振興対策教化モデル神社（平成17年～平成21年3月）に認定[4]

## 例大祭

### 春季例祭
春季祭（しゅんきさい）・春祭りと呼ばれ、神前に巫女舞が奉納される。

### 夏越の大祓（なごしのおおはらえ）
前半の半年間の罪穢れを祓い、茅の輪くぐりで、後半の半年間の無病息災を願う。長らくこの行事は途絶えていたが、平成20年（2008年）から復興された。参列者全員が８の字を描いて茅の輪をくぐり、拝殿に上がって全員で大祓詞を唱え、残り半年間の無病息災を祈願する。半年間の罪・穢れ・災いを託した人形（ひとがた）を飯川に流し、珠洲地方のオンノキバの風習にならい、直会でカキモチを食べる。カリポリとした音で体内の邪気を祓う意味もあると言われている。

#### 茅の輪くぐり（ちのわくぐり）
日本全国多くの神社で夏越の祓に行われる神事。茅（かや）で作った大きな輪をくぐることによって、心身を清め、無病息災・厄除け・家内安全を願う。神代の昔、素盞鳴尊（すさのおのみこと）が旅の途中、一泊の宿をもとめた蘇民将来（そみんしょうらい）に、お礼として「もし疫病が流行したら、茅の輪を腰につけて難を免れよ」と教え、そのとおりにしたところ、疫病から免れることができ、蘇民将来の一族は子々孫々まで繁栄した、という故事に基づく。

#### オンノキバ（鬼の牙）
正月に供えた餅を、7月1日に割って食べる行事。硬くなった餅を、農作業に使う木づちでたたき割って食べる珠洲地方の風習。割れたかけらが鬼の牙に見えることから「オンノキバ」と呼ばれる。残り半年の平穏無事や健康を願い、江戸期には珠洲の各家庭で盛んに行われていたとされる。カリポリとした音で体内の邪気を祓う意味もあると言われている。

### 秋季例祭
例祭（れいさい）・秋祭りと呼ばれ、年中で最も大切な祭儀とされる。弘化4年（1847年）旧暦8月19日、旧鎮座地である正院羽黒山から現鎮座地に遷座の際に獅子の神楽を供奉して慶賀の祭りをしたことに始まり、大政奉還後に新暦9月19日となり今にいたる。神輿が町内をめぐる際、キリコが先導し、獅子舞がお供の行列に加わる。

## 祭事
- 歳旦祭（1月1日）
- 左義長（1月15日）
- 祈元祭（2月11日）- 日本の建国を祝う
- 祈年祭（3月19日）- 向こう一年の豊穣と盛業の成就を祈る
- 春季例祭（4月19日）
- 夏越大祓（6月30日）
- 秋季例祭（9月19日）
- 還幸祭（9月20日）
- 新嘗祭（11月19日）
- 年越大祓式（12月31日）
- おついたち参り（毎月1日）
- 月次祭（つきなみさい）（毎月19日）

## 現地情報
所在地
- 石川県珠洲市正院町小路16-102

交通アクセス
- 市営バス 木の浦線 正院 下車 徒歩7分